# Europa (província romana)
Europa era uma província do período final do Império Romano e parte da Diocese da Trácia. Criada pelo imperador Diocleciano em 314, a sua capital era Perinto (a moderna cidade turca de Marmara Ereğlisi). O território da província correspondia quase que exatamente ao da moderna Turquia europeia. Fazendo fronteira apenas com as províncias de Ródope e Hemimonto no oeste e noroeste respectivamente, Europa era uma península e estava rodeada pelo mar nas demais fronteiras: o Mar Negro no nordeste, o Bósforo a leste e o Mar de Mármara e o Egeu ao sul e sudeste. A maior cidade na costa do Mar Negro era Salmidesso. Na costa do Mármara estavam as cidades de Perinto (depois conhecida como "Heracleia"), Selímbria, Redesto e Calípolis. Na costa do Egeu e na foz do Maritsa (Hebrus), no golfo de Saros (Melas), estava a cidade de Eno (Aenus).

## Sés episcopais
As sés episcopais da província que aparecem no Anuário Pontifício como sés titulares são:
- Apro
- Arcadiópolis
- Atira (Büyükçekmece)
- Bizie (Vize)
- Calípolis
- Cálcis em Europa (İnecik, Tekirdağ)
- Cariópolis
- Quersoneso em Europa (Hexamili)
- Coela (Kilya)
- Daônia (Eski Eregli)
- Dercos
- Garela (Karayli?)
- Heracleia Perinto (Marmara Ereğlisi)
- Lisimáquia, conhecida como Hexamílio.
- Lízico
- Madito
- Metras (Çatalca)